# Pablo Giw

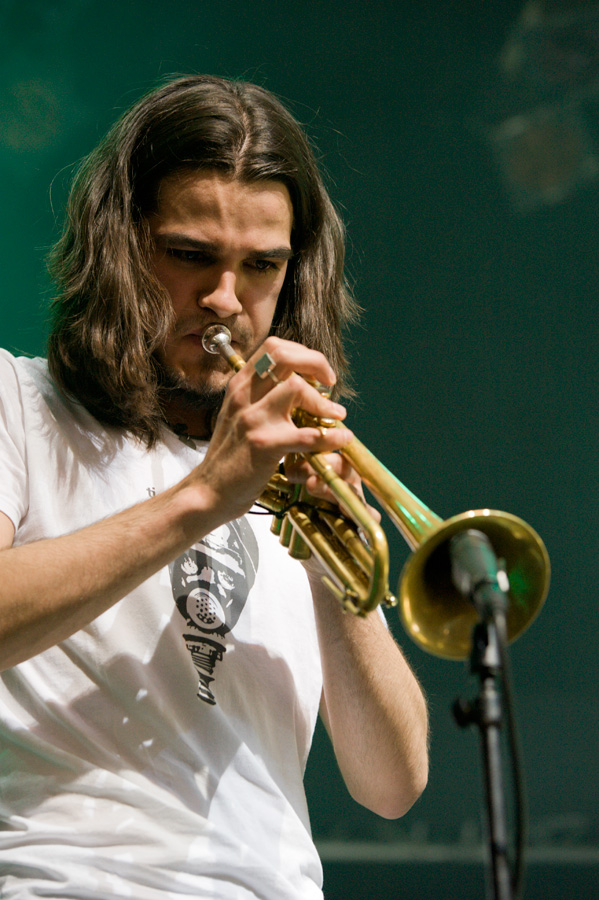
Pablo Giw (2012)

Pablo Giw (* 28. März 1988 in Köln) ist ein deutscher Jazz- und Improvisationsmusiker (Trompete, Elektronik).

## Leben und Wirken
Pablo Giw hat deutsche und iranische Wurzeln; er ist Enkel des Künstlers Nader Kranke. Seit früher Kindheit spielt er Trompete und hatte privaten sowie Musikschulunterricht an der Rheinischen Musikschule in Köln. Das Abitur legte er auf dem Musikgymnasium (Humboldt-Gymnasium) ab; es folgten fünf Jahre Unterricht und musikalische Ausbildung bei Markus Stockhausen. Anschließend nahm Giw das Studium an der Folkwang Universität der Künste in Essen auf, dieses brach er aber bereits nach einem Semester ab, um sich der Entwicklung von eigenständigen musikalischen Projekten zuzuwenden.
Giw spielte im Duo DUS-TI mit dem Schlagzeuger Mirek Pyschny, mit dem er drei Alben vorlegte und 2012 auf dem Moers Festival auftrat, außerdem im Duo Turnbull Giw, in der Formation Brasswire, einem Duoprojekt mit Til Schneider. Ferner wirkte er bei Aufnahmen von Samy Deluxe (SchwarzWeiss, 2011), Joss Turnbull (Isturnbull), und La Papa Verde (Ich Verstehen Nicht Kann, 2008) mit. 2013 spielte er im Trio Right Before the Rain mit Oleg Hollmann (Baritonsaxophon) und Antoine Duijkers (Schlagzeug).
Sein Soloalbum Never Is Always komponierte, produzierte und veröffentlichte er im Jahr 2017 komplett in Eigenregie und verbindet auf diesem experimentelles Trompetenspiel, Spoken-Word-Lyrik und Drone Elemente. Für mehrere Aufführungen des Schauspiels Köln komponierte er die Musik und spielte sie live ein.
Seit 2016 tritt er mit dem Tänzer Kelvin Kilonzo als Performance Duo Giw&Kilonzo auf. Seit 2020 spielt er im Duo mit der Sängerin Rebekka Ziegler im Duo Pablo Giw & Rebekka Salomea.

## Stil
Giws Stil zeichnet sich durch vielfältige erweiterte Spieltechniken und kreativen Einsatz elektronischer Klangbearbeitung aus. Darüber hinaus integriert der Künstler oftmals die eigene Stimme virtuos in sein Trompetenspiel mit ein. Giws Musik oszilliert zwischen Improvisation, Instant Composing und Komposition. Giw greift dabei auf Elemente und Klangfarben unterschiedlichster Musikrichtungen wie Freejazz, Heavy Metal und Persische Musik zurück. Intuition, Kommunikation sowie Experimentierfreude nehmen in seinem musikalischen Schaffensprozess einen zentralen Platz ein.

## Diskographische Hinweise

### Unter eigenem Namen
- 2011 DUS-TI: 2011[8]
- 2012 Til Schneider & Pablo Giw: Brasswire[9]
- 2012 Joss Turnbull & Pablo Giw: tombak/trumpet[10]
- 2013 DUS-TI: No Snow[8]
- 2014 DUS-TI: Dus-ti Eiko feat. Eiko/Joana Aderi[8]-02-
- 2015 Abdelghani Elmassaoudi, Mohamed Fityan, Joss Turnbull, Matthias Kurth, Pablo Giw: Tamas[11]
- 2017 Never Is Always[12]
- 2018 Brad Henkel & Pablo Giw: buoush[13]
- 2019 What You Say[14]
- 2020 No Measure[15]
- 2023 Pablo Giw & Mariel Roberts: Kryo[16]

### Als Sideman
- 2011 Samy Deluxe: SchwarzWeiss
- 2013 Joss Turnbull: Isturnbull[17]